# Wladislaw Konstantinowitsch Gribowski
Wladislaw Konstantinowitsch Gribowski (russisch Владислав Константинович Грибовский; * 7. September 1899; † 1977) war ein sowjetischer Pilot und Flugzeugkonstrukteur.
Gribowski wurde 1925 Fluglehrer und begann im Jahr darauf, als Flugzeugkonstrukteur tätig zu werden. Er entwarf zwischen 1925 und 1942 insgesamt 31 Flugzeugtypen, davon 17 Segelflugzeuge. Gribowski wählte meistens Holz als Baumaterial seiner einfachen, robusten und leicht zu reparierenden Konstruktionen, die sich in der Regel als Erfolg darstellten; einige seiner Segelflugzeuge wurden in Großserie hergestellt. 1930 traf er den Moskauer Chef der OSSOAWIACHIM. Er verfolgte daraufhin die Gründung des Flugplatzes in Tuschino.
Gribowski vertrat den Gedanken des „Fliegen für Jedermann“, eine Vorstellung, die von der sowjetischen Regierung nicht unbedingt geteilt wurde.
Seine bekannteste Entwicklung war der Lastensegler Gribowski G-29, der bis 1948 gefertigt wurde.

## Flugzeuge von Gribowski
- Gribowski G-4
- Gribowski G-5
- Gribowski G-8
- Gribowski G-10
- Gribowski G-11
- Gribowski G-15
- Gribowski G-20
- Gribowski G-21
- Gribowski G-22
- Gribowski G-23
- Gribowski G-25
- Gribowski G-26
- Gribowski G-27
- Gribowski G-28
- Gribowski G-29
- Gribowski G-30